# Philip Nordencreutz
Philip Nordencreutz (före adlandet Schultz), född den 24 december 1682 i Turinge socken, död den 18 juni 1742, var en svensk karolin, som bland annat deltog under Karl XII:s andra norska fälttåg 1718, då han bevittnade kungens död utanför fästningen Fredriksten.
Nordencreutz föddes på Nykvarns bruk i Turinge socken och blev student vid Uppsala universitet den 24 juni 1687. År 1699 blev han furir vid fortifikationsstaten och befordrades den 8 augusti 1700 fortifikationsadjutant vid Malmö fästning, där han även blev konduktör den 4 juni 1701. Den 27 oktober 1706 blev Nordencreutz fortifikationslöjtnant i Viborg och 1708 även i Riga. 1710 blev Nordencreutz tillfångatagen av ryssarna, då Viborg kapitulerade, men han lyckades fly hem till Sverige 1711. Den 3 april 1712 blev Nordencreutz befordrad till fortifikationskapten och 1714 ledde han provisoriska förstärkningsarbeten vid Kastelholm på Åland. 1717-1718 arbetade Nordencreutz vid Eda skans i Värmland. I egenskap av fortifikationskapten medföljde Nordencreutz kung Karl XII:s trupper till Norge under senhösten 1718. När kungen den 30 november, blev skjuten till döds i löpgraven utanför den norska fästningen, befann sig Nordencreutz och en mängd officerare under kungen i löpgraven. Nordencreutz hjälpte sedan till att bära bort det kungliga liket till högkvarteret i Tistedalen.
Nordencreutz blev adlad den 2 december 1719 och året därpå, kommenderades han till Vaxholms fästning och Fredriksborgs fästning för att arbeta med fästningsverkens anläggande. Vidare blev Nordencreutz den 5 juni 1739 major vid fortifikationsbrigaden i Göteborg och samma år blev han ordförande i fästningskommissionen, som skulle ge förslag och ritningar till Nyköpings, Norrköpings och Södertäljes försvar mot kusten. Den 3 december 1740 blev Nordencreutz generalkvartermästarlöjtnant vid finska brigaden. Han förflyttades den 3 april 1742 till Stockholmsbrigaden. Nordencreutz fick order att utstaka ett läger för svenska trupper vid Kvarnby i Vekkelaks och under natten till den 18 juni 1742, blev han överfallen och dödad i sin säng av ryska kosacker, vilka även dödade Nordencreutz' dräng. Han begravdes i Fredrikshamns kyrka och liket brann inne, då både kyrkan och staden Fredrikshamn brändes av ryssarna. Nordencreutz ritade även en mängd kartor, vilka förvarades på fortifikationskontoret i Stockholm. 
Nordencreutz var gift med en styvotter till Jacob Nordencreutz, Anna Hackman (född 1686), med vilken han hade nio barn. Sonen Fredric Jacob blev överste och en uppskattad fortifikationsofficer. Dottern Ulrica Sophia (1715–1782) var medarbetare i Sions sånger och blev gift med Didrik Blomcreutz.